# Klettergebiet Sächsische Schweiz
Die Sächsische Schweiz ist das größte und neben dem Klettergebiet Nördlicher Frankenjura das bekannteste Klettergebiet Deutschlands. Das Gebiet deckt sich räumlich weitgehend mit dem gleichnamigen Naturraum der Sächsischen Schweiz, reicht allerdings weit über das Gebiet des dortigen Nationalparks hinaus. Es erstreckt sich über den westlichen Teil des Elbsandsteingebirges und ist das älteste außeralpine Klettergebiet Deutschlands. Als Geburtsstunde wird meist die erste neuzeitliche Besteigung des Falkensteins im Jahr 1864 durch Bad Schandauer Turner angesehen. Insgesamt waren im Jahr 2011 über 1.100 Gipfel mit über 17.000 Kletterwegen in der Sächsischen Schweiz zu finden. Aufgrund seiner besonderen Bedingungen gilt das Klettern im Elbsandsteingebirge auch bei erfahrenen Bergsteigern als anspruchsvoll. Der deutsche Extremkletterer Stefan Glowacz äußerte in einem Interview:

„Also ich finde, das ist eine absolute Feuertaufe. Wenn einer behauptet, er sei am Fels mit allen Wassern gewaschen, war aber noch nie im Elbsandstein, dann ist er es eben nicht.“

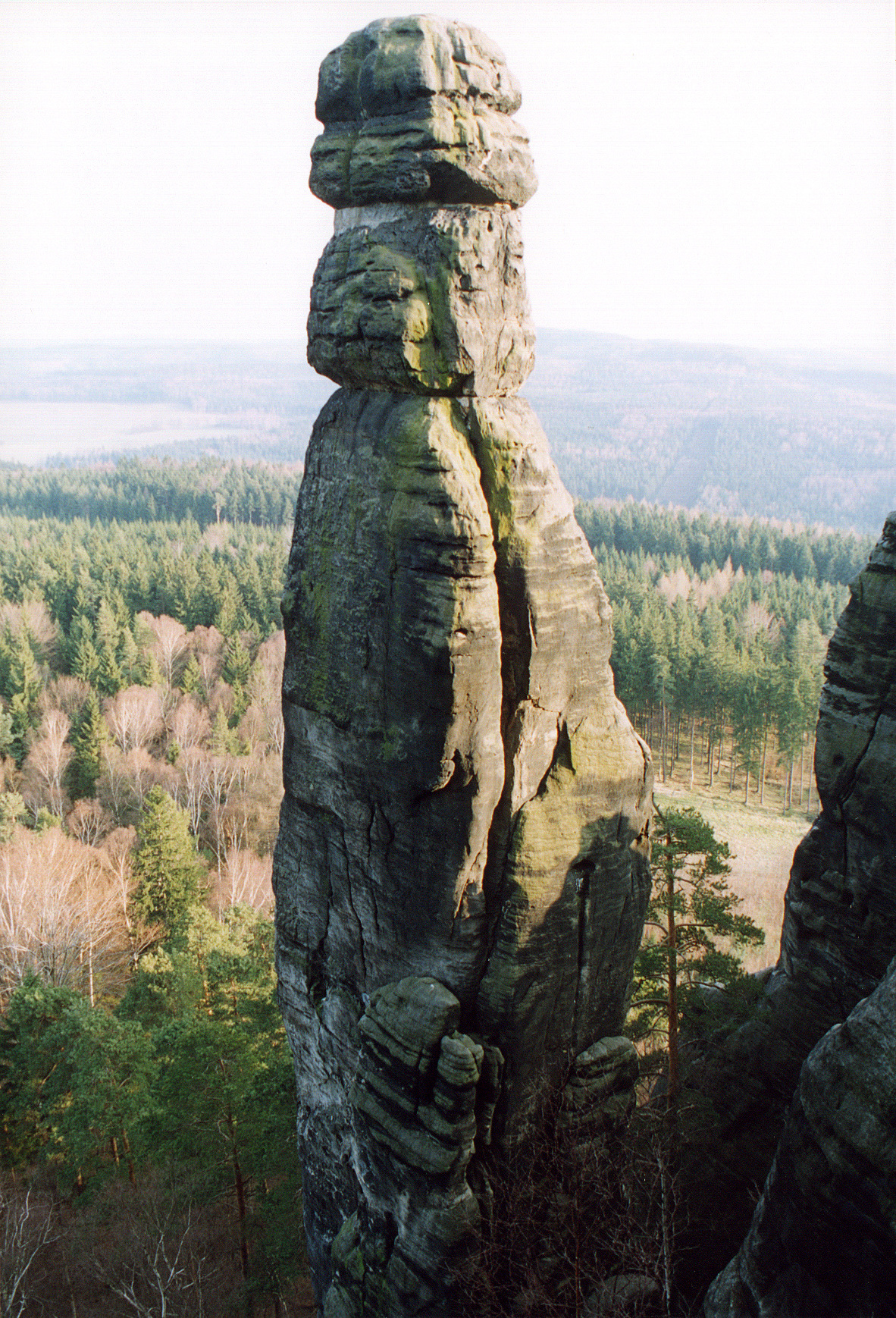
Die Barbarine am Pfaffenstein, erstbestiegen 1905, Kletterverbot seit 1975

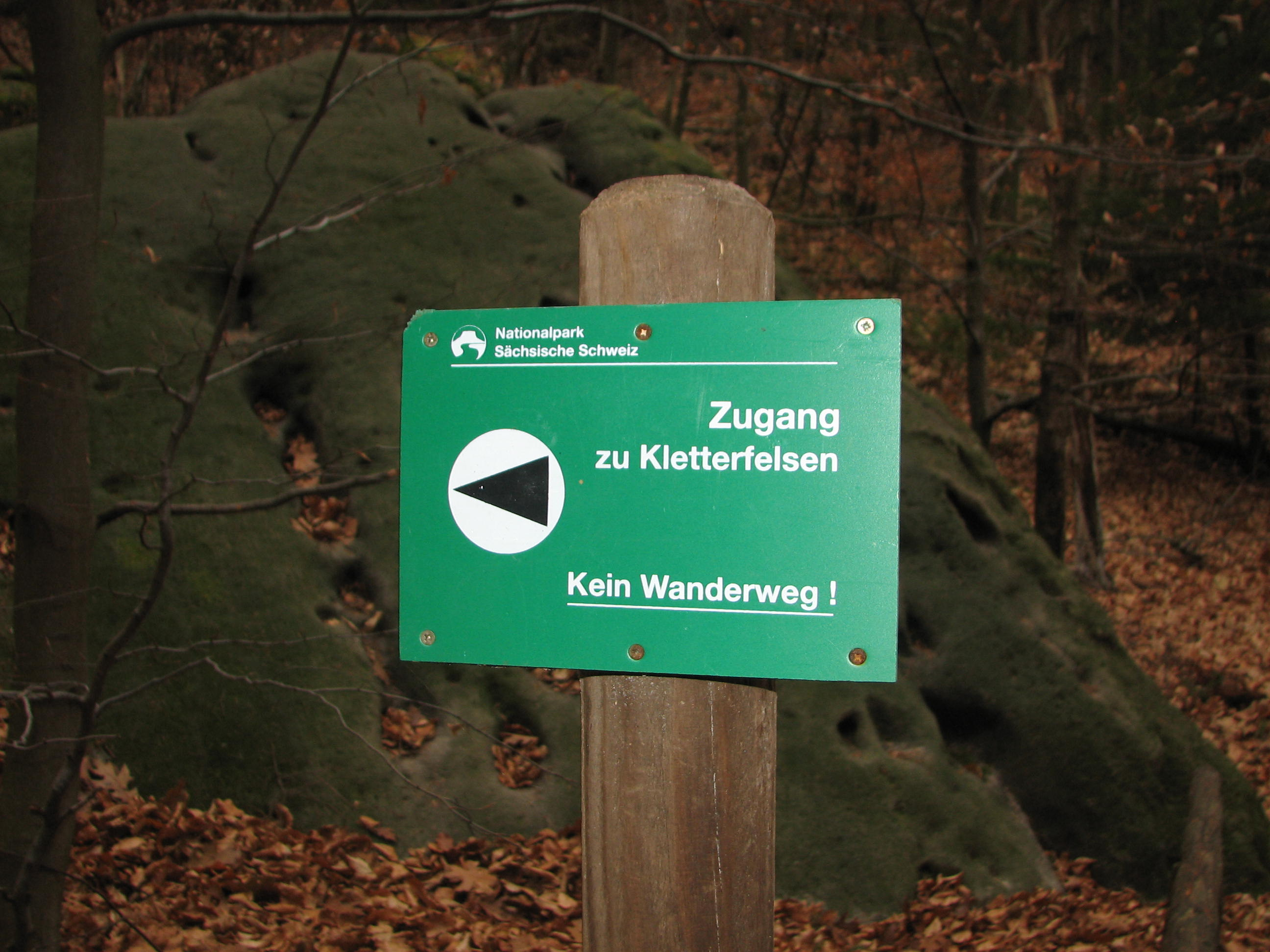
Hinweis auf einen Kletterzugang

## Besonderheiten des Kletterns in der Sächsischen Schweiz
Klettern in der Sächsischen Schweiz wird von einigen Besonderheiten geprägt, die in anderen deutschen Klettergebieten nicht oder nur teilweise zu finden sind. Es gilt eine strenge Kletterethik, die in den bereits seit 1913 geltenden Sächsischen Kletterregeln verbindlich niedergelegt ist. Damit sind bei Sicherungsmitteln und anderen Hilfsmitteln Einschränkungen zu beachten.

### Beschränkung auf freistehende Klettergipfel
Eine erste Besonderheit ist, dass das Klettern nur an freistehenden Klettergipfeln mit mindestens 10 m Schartenhöhe zugelassen ist, während in anderen Klettergebieten auch Massivwände vielfach genutzt werden. Als historisch entstandene Ausnahme sind drei Massive freigegeben. Fast alle Gipfel sind mit Gipfelbüchern und Abseilösen versehen. Diese wie auch die Sicherungsringe werden durch den Sächsischen Bergsteigerbund (SBB) betreut und gewartet.

### Sicherungstechnik

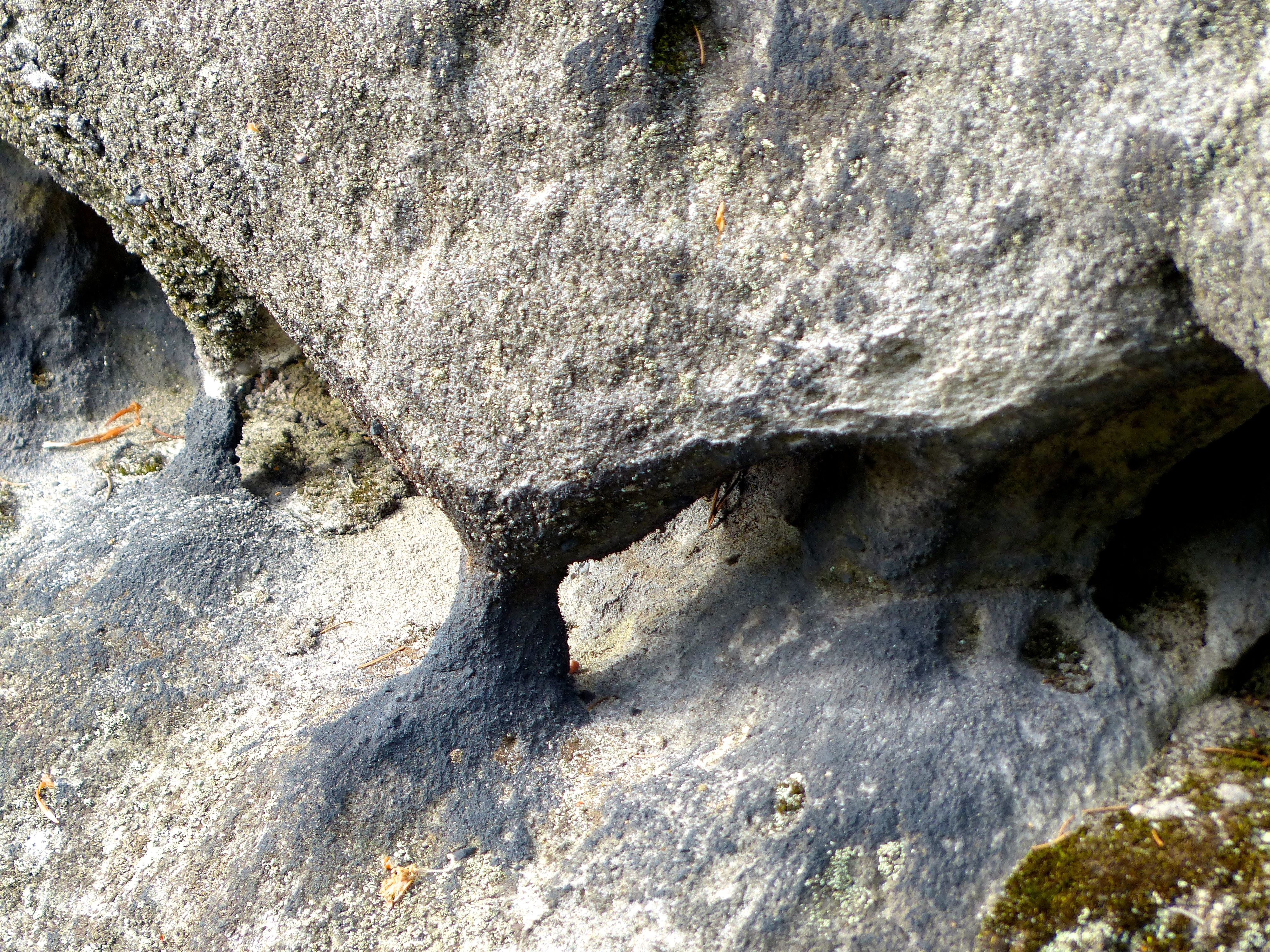
„Sanduhren“ in der Sächsischen Schweiz

Traditionell sind die Kletterwege nur mit wenigen Sicherungsringen ausgestattet, dies auch nur an den Stellen, an denen keine andere Absicherung möglich ist. Die Sicherungsringe sind ca. 20 cm lange Felshaken, die in mit Kronenbohrer oder neuerdings auch mit Bohrmaschine erzeugte Löcher geschlagen werden. Riss- oder Lochhaken gelten als unsportlich. Ringe dürfen nur vom Erstbegeher geschlagen oder eingeklebt werden, dieser muss die Ringe aus der Kletterstellung schlagen. Dabei darf er Skyhooks und andere erlaubte Sicherungsmittel als Haltepunkt verwenden. Das „Einbohren“ einer Route von oben, also im Seil hängend, ist untersagt. Über nachträgliche Ringe, etwa wenn bisher vorhandene natürliche Sicherungsmöglichkeiten weggebrochen sind, entscheidet eine Kommission des SBB. In vielen Wegen, auch in höheren Schwierigkeitsgraden, ist der Kletterer damit auf die eigene Absicherung mit Knoten- und Bandschlingen angewiesen. Die Verwendung von anderen Sicherungsmitteln ist untersagt.

### „Baustellen“ und Sprünge
Als weitere sächsische „Spezialität“ ist es erlaubt, mittels „Bauens“ schwierige Stellen (so genannte Unterstützungsstellen) zu überwinden. Dabei unterstützen ein oder mehrere Personen den Kletterer beim Hinaufsteigen in Form eines „menschlichen Steigbaums“ oder einer „Räuberleiter“, wobei sich alle an der „Baustelle“ beteiligten Personen an natürlichen Haltepunkten festhalten müssen. Als „ausgiebige Baustellen“ werden dabei Stellen bezeichnet, bei denen mehrstöckige, menschliche Pyramiden (ähnlich den katalanischen Castells) zum Einsatz kommen.
Kletterwege mit Bau- bzw. Unterstützungsstellen werden anhand der normalen Skala eingestuft. Wenn eine von den Erstbegehern genutzte Unterstützungsstelle später frei geklettert wurde, werden für den Weg in der Regel zwei Schwierigkeitsgrade (mit und ohne Unterstützung) vergeben.
Weiterhin gibt es im Sächsischen Klettern auch die Möglichkeit, per „Sprung“ auf einen Gipfel zu gelangen, bspw. direkt vom Massiv oder von einem zum Gipfel gehörenden Vorblock. Ein Sprung zählt auch für sich allein als Kletterweg.

### Sächsische Schwierigkeitsskala
Eine weitere Besonderheit ist die Verwendung einer eigenen Schwierigkeitsskala zur Einstufung der Kletterwege, die mit römischen Ziffern geschrieben wird. Ab VII werden die Grade mit a, b und c weiter unterteilt. Die schwierigsten Wege erreichen derzeit den bestätigten Grad XIIb. Auch für Sprünge gibt es eine Skala. Sie wird in arabischen Ziffern angegeben und umfasst die Schwierigkeitsgrade 1 bis 6. Kletterrouten, die sowohl „normale“ Kletterei als auch Sprünge umfassen, erhalten für beides getrennte Bewertungen, die mit einem Schrägstrich zusammengefasst werden. Ein Beispiel ist der Alte Weg auf den Fritschfels am Pfaffenstein, der mit 2/II eingestuft ist.

## Geschichte des Kletterns in der Sächsischen Schweiz
Die Sächsische Schweiz gilt als eines der ältesten Klettergebiete der Erde und wird auch als „Wiege des Freikletterns“ bezeichnet. Sie entwickelte sich von einem Übungsgelände für die Alpen zum größten deutschen Klettergebiet mit über 17.000 Routen an 1100 freistehenden Felsen. Als Geburtsstunde des Kletterns gilt die Besteigung des Falkensteins durch Schandauer Turner im Jahr 1864. Dabei wurden noch künstliche Hilfsmittel wie Leitern verwendet.

## Sächsische Kletterregeln

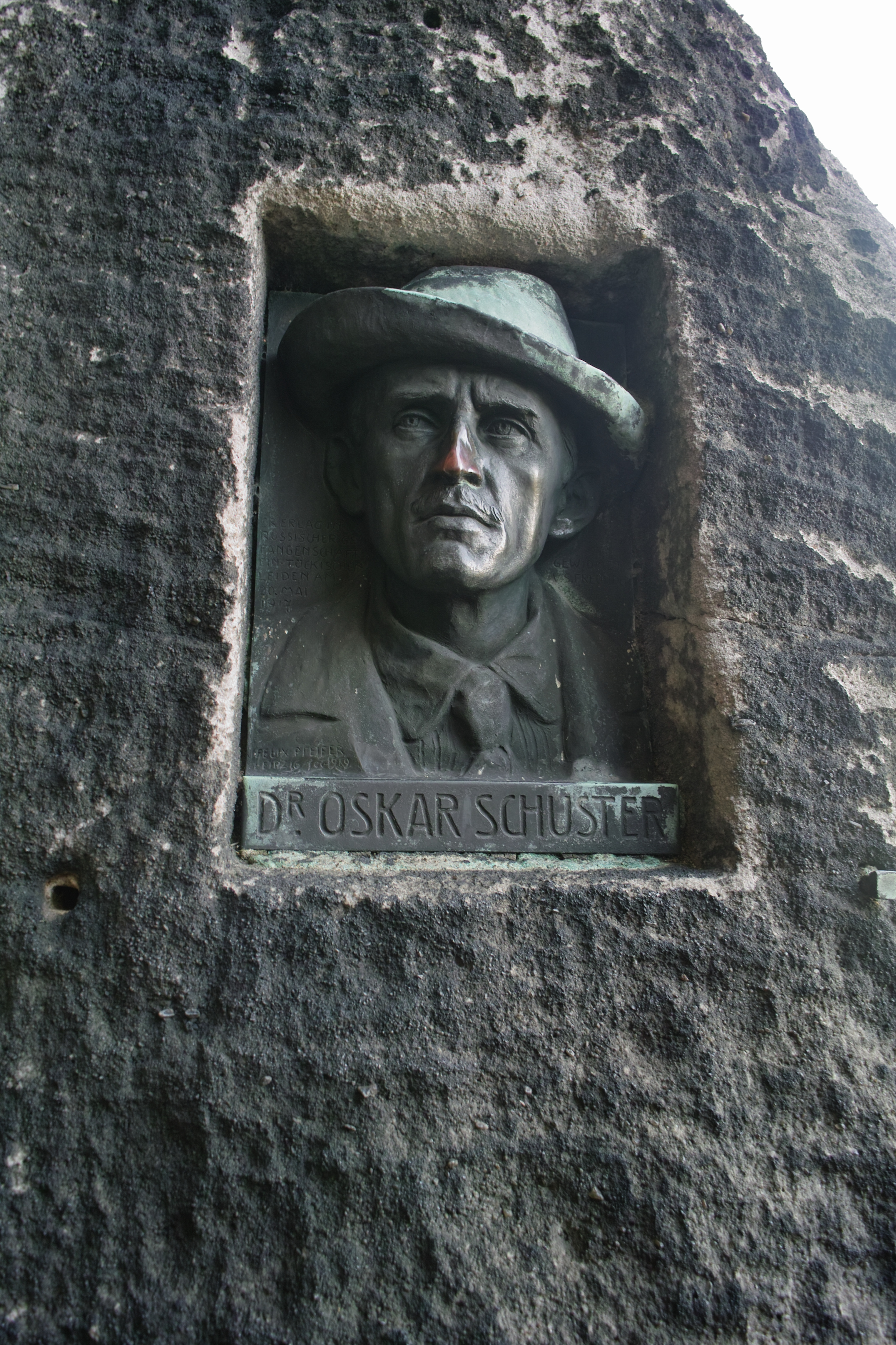
Schusterplakette im Schusterweg am Falkenstein

Im 1913 von Rudolf Fehrmann veröffentlichten Kletterführer wurden die heute noch weitgehend unverändert gültigen Kletterregeln für die Sächsische Schweiz erstmals veröffentlicht. Sie wurden bereits vor 1900 in ihren Grundsätzen wesentlich durch Oscar Schuster entwickelt. Seitdem sind die Regeln nur sparsam weiterentwickelt worden. Hauptcharakteristikum war und ist der Verzicht auf künstliche Hilfsmittel zur Fortbewegung am Fels.
Die Kletterregeln sind gleichzeitig Bestandteil der entsprechend der Nationalparkverordnung des Freistaates Sachsen notwendigen Bergsportkonzeption, die festlegt, wie und in welchem Umfang das Klettern im Nationalpark Sächsische Schweiz ausgeübt werden darf. Sie haben damit also normierenden Charakter, ebenso wie die Festlegungen zum Boofen, das nur im Rahmen des Klettersports erlaubt ist.
Wichtigste Regelungen sind:
- Künstliche Hilfsmittel sind untersagt, der Kletterer darf ausschließlich natürliche Griffe und Tritte nutzen und sich an ihnen mit der eigenen Körperkraft fortbewegen.
- Seile, Schlingen, Karabiner etc. dürfen ausschließlich zur Sicherung verwendet werden.
- Die gegebene Felsoberfläche darf nicht verändert werden (Ausnahme sind Sicherungsringe).
- Sicherungsringe dürfen nur vom Erstbegeher eines Kletterwegs angebracht werden, über nachträgliche Ringe entscheidet die zuständige Fachkommission des SBB.
- Die Verwendung von Magnesia ist verboten.
- Klemmkeile, Friends und ähnliche Hilfsmittel sind verboten, es dürfen ausschließlich Schlingen verwendet werden. Keile die ausschließlich aus textilem Material bestehen, sind jedoch erlaubt.[8]
- An „Baustellen“ muss sich jeder Teilnehmer aus eigener Kraft halten können und darf nicht anderweitig, etwa per Seil, in seiner Position gehalten werden.
- Erstbegehungen eines neuen Kletterwegs dürfen ausschließlich von unten nach oben erfolgen, das in vielen Klettergebieten übliche Erschließen neuer Routen durch Einbohren von Haken „von oben“ (also im Seil vom Gipfel oder Ausstieg hängend) ist untersagt.
- An nassen und feuchten Felsen ist Klettern untersagt, wenn gesteinsbedingt das Risiko der Felsschädigung und des Ausbrechens von Griffen und Tritten besteht.

Weiterhin werden die genauere Vorgehensweise bei Erstbegehungen, Kletterverbote, die Bewertungsskala und das Verhalten beim Klettern geregelt.
Besonders wird auf naturschonendes Verhalten, sowohl beim Klettern als auch beim Zustieg, Wert gelegt. Der Elbsandstein ist stark erosionsgefährdet, entsprechend sollen sich Kletterer felsschonend verhalten. Nicht ausdrücklich untersagt, aber grundsätzlich unerwünscht ist daher Toprope-Klettern, auch beim Seilverlauf und der Sicherung des Nachsteigers sollen Kletterer es vermeiden, dass das Seil unnötig über den Fels schleift. Beim Zustieg sind die markierten Pfade einzuhalten und Sperrungen zu beachten.
Durch die Abriegelung der DDR nach 1945 blieben die Einflüsse alpiner Kletterströmungen weitgehend ausgeschlossen. Das heute vielfach als Irrweg angesehene Technische Klettern, das den Alpinismus in den 1960ern und 1970er Jahren prägte, wurde nur offiziell eingeführt und blieb geächtet. Fritz Wiessner hatte die sächsischen Freikletterregeln bereits vor dem Krieg in die USA mitgebracht und damit die dortige Entwicklung zum Freiklettern wesentlich mitgeprägt. Die Sächsischen Kletterregeln sind damit die Grundlage der heute am meisten verbreiteten Spielart des Kletterns.

## Kletterteilgebiete der Sächsischen Schweiz

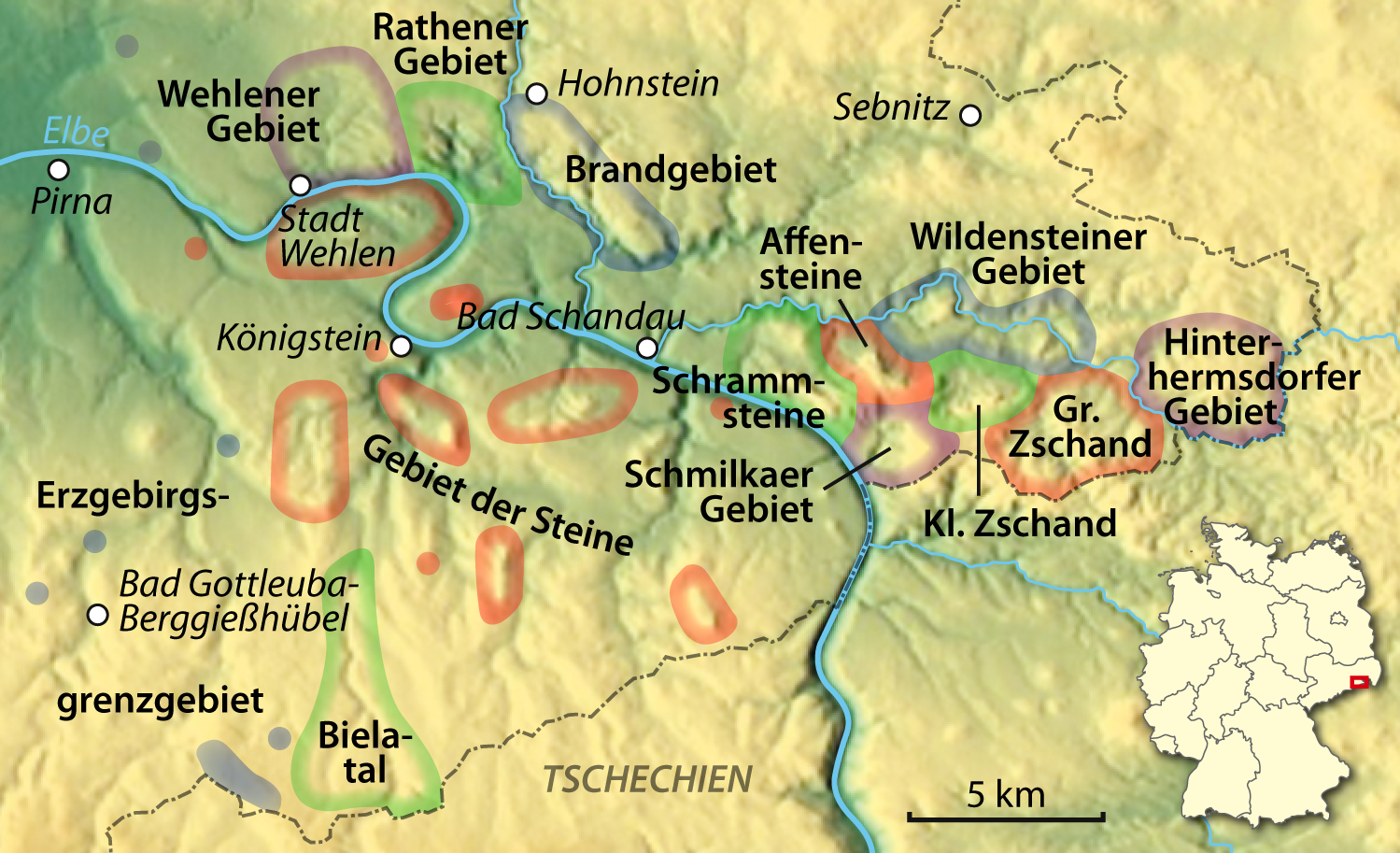
Die Teilgebiete im Klettergebiet Sächsische Schweiz

Aufgrund der Vielzahl der Gipfel und der großen räumlichen Ausdehnung wird das Klettergebiet in mehrere Teilgebiete unterteilt. In den aktuellen Kletterführern der Sächsischen Schweiz sind folgende Gebiete aufgeführt:

### Affensteine
Die Affensteine liegen südlich des Kirnitzschtals und östlich von Bad Schandau an den nördlichen Ausläufern des Großen Winterbergs. Der Name hat nichts mit Affen zu tun, sondern kommt von den hier horstenden Uhus, die im Mittelalter auch als Auf bezeichnet wurden. Die meisten Gipfel sind relativ hoch, der Sandstein ist im Allgemeinen ziemlich fest, allerdings oft griffarm. In diesem Gebiet finden sich daher viele der anspruchsvollsten Kletterwege der Sächsischen Schweiz.
Zu den bekannten Klettergipfeln dieses Gebietes gehören:
- der Bloßstock, einer der mächtigsten und eindrucksvollsten Gipfel (bereits im Jahr 1592 von Matthias Oeder in der Karte der Ersten Kursächsischen Landesaufnahme verzeichnet), 1899 erstmals bestiegen, mit lohnenden Routen wie Gipfelstürmerweg (VI), Nordwand (VIIIa/IXa), Ostwand (VIIb) und Edelweißweg (VIIb).
- die markante Felsspitze der nach ihrem Erstbesteiger Fritz Brosin benannten Brosinnadel mit Talweg (IXa) und Altem Weg (IV).
- der bereits im Mittelalter von Raubrittern als Warte benutzte Frienstein mit der auch als Ausflugsziel bekannten Idagrotte. Bekannte Wege sind die 1965 von Fritz Eske als damals schwerste Kletterroute Deutschlands erstbegangene Königshangel (IXa), der in einem engen Riss teilweise auf dem Bauch rutschend zu begehende, und daher von Oscar Schuster vor dem Hintergrund des politischen Schlagworts des Byzantinismus so benannte Byzantinerweg (III),[10] die Rübezahlstiege (VIIIc), die Himmelsleiter (VIIa) und der von Fritz Wiessner erstbegangene Wiessnerriß (VIIc).

Weitere Gipfel mit bekannten und als lohnend beschriebenen Wegen sind Domwächter, Friensteinkegel (einer der schwierigsten Gipfel der Sächsischen Schweiz), Hauptdrilling, Kreuzturm, Nonnengärtner (mit der Wand der Abendröte (IXb) von Bernd Arnold), Teufelsspitze, Wilder Kopf und Wolfsturm.

### Bielatal

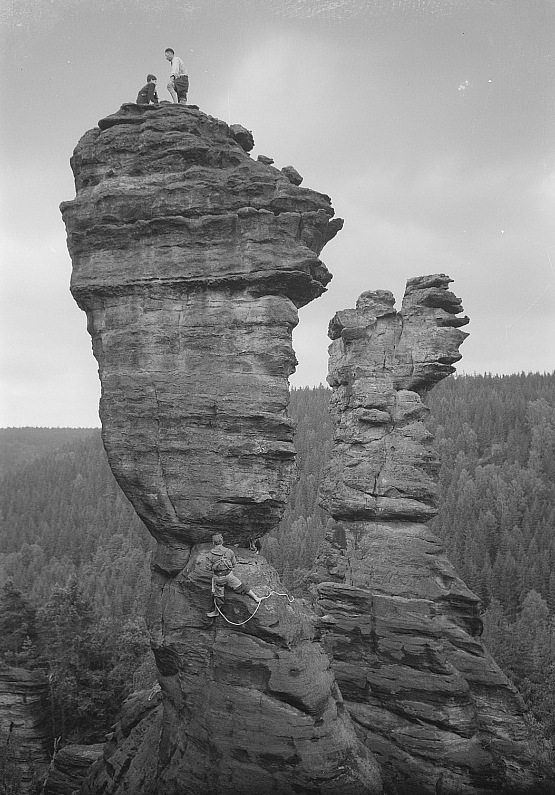
Bielatal: Kletterer an den Herkulessäulen (1963)

Das Bielatal ist mit 239 Gipfeln das größte Teilgebiet. Es erstreckt sich im oberen Abschnitt des Tals der Biela etwa von der Schweizermühle bis zur tschechischen Grenze und in ihr Seitental der Dürren Biela. Das Gestein besteht aus besonders festem Labiatussandstein, der zudem eine auffällige horizontale Bänderung hat. Entsprechend haben viele Wege scharfkantige Griffe und Tritte, extrem schwere Wege sind daher selten. Die Gipfel weisen eine eher geringe Höhe auf. Dies und die Vielzahl auch leichter Wege machen das Bielatal bei Anfängern und Familien besonders beliebt. Dazu trägt auch bei, dass der dortige Sandstein nach Regen relativ schnell abtrocknet.
Zu den bekanntesten Gipfeln gehören:
- Artariastein, unter anderem mit Talweg (VIIIa), Reißigkante (VIIa) und Südriß (III)
- Chinesischer Turm (von Rudolf Fehrmann so aufgrund seiner an chinesische Pagoden erinnernden Felssimse benannt),[12] dort vor allem der Alte Weg (V) und die Ostkante (VIIb)
- Daxenstein, beliebt sind vor allem Löschnerwand (IV), Klavier (VIIa) und der von Oliver Perry-Smith erstbegangene Perryriß (VIIb)
- Spannagelturm (benannt nach Rudolf Spannagel, dem ersten Präsidenten des Österreichischen Touristenklubs) mit dem luftigen Alten Weg (IV), Talkante (VIIb) und Bruchholzkante (VIIb)
- Verlassene Wand mit Wegen aller Schwierigkeitsgrade, u. a. Südostkante (VIIc), Breiter Kamin (VIIa), Excelsiorweg (VIIb) und Juliweg (V)

Weitere wichtige Gipfel sind die Kleine und Große Herkulessäule, Schraubenkopf, Hauptwiesenstein, Großvaterstuhl, Kanzelturm und Trautmannsfels.
Siehe auch: Liste der Klettergipfel im Bielatal

### Brandgebiet

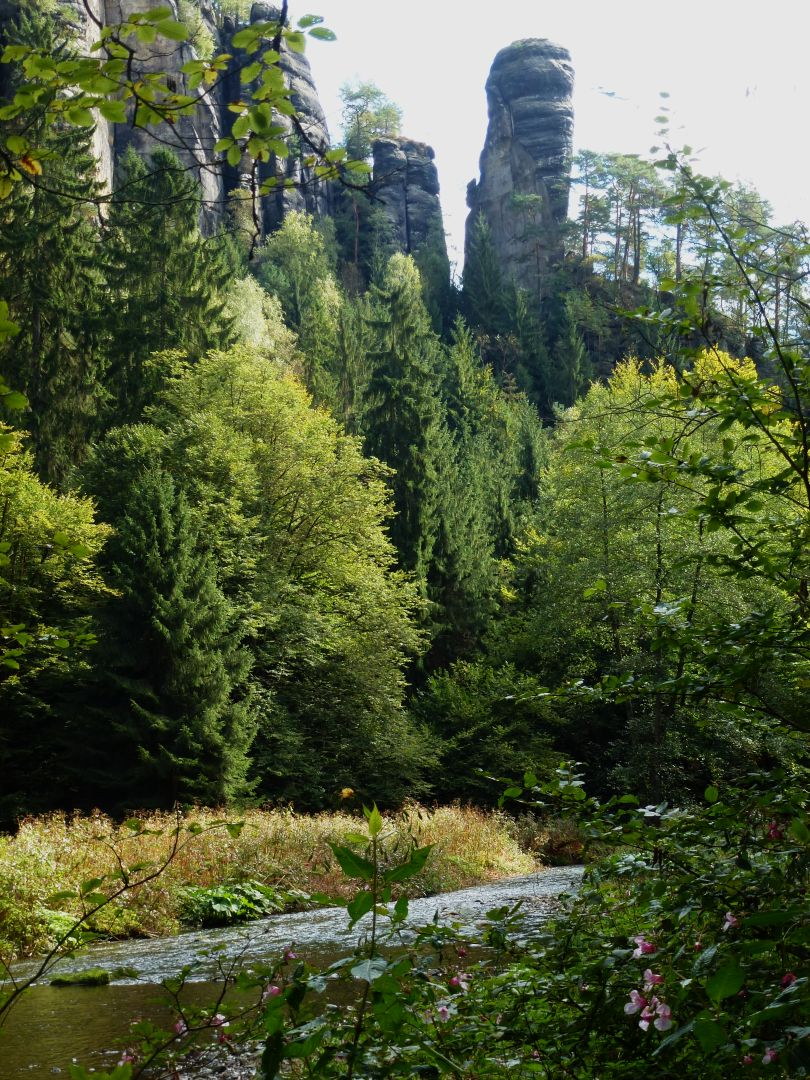
Der Polenztalwächter im Brandgebiet, Erstbesteigung um 1880

Dieses Teilgebiet erstreckt sich entlang des Polenztals südlich von Hohnstein bis zum namensgebenden Aussichtspunkt Brand. Dazu gehören auch die vereinzelten Gipfel des Sebnitztales und der Ochelwände. Nach Süden nimmt die Gesteinsfestigkeit ab, die Gipfel weisen zwar meist keine so große Höhe auf, bieten aber recht schwierige Riss- und Wandklettereien.
Bedeutend sind:
- Brandscheibe mit Traumkante (VIIc) und Talweg (VIIa) und weiteren Wegen
- Großer Halben mit vielen extrem schwierigen Wandklettereien wie z. B. Direkte Weiße Wolke (Xa), Turbulenz (IXa), Im 7. Himmel (Xc), Verdon (VIIIc) und Kosmopolit (XIb).
- Kleiner Halben, dort u. a. der Aehligweg (VIIa), Thriller (VIIIc) und Utopia (XIb)
- Polenztalwächter mit schweren Klettereien wie Südwand (VIIc), Hohlspiegel (IXc) und Begeisterung (IXb)

Weitere bekannte Gipfel sind Elefant, Nashorn, Panoramafels, Verlassener Turm, Viermännerturm und Lärmchenturm.

### Erzgebirgsgrenzgebiet
Bereits außerhalb der eigentlichen Sächsischen Schweiz liegen südlich von Bad Gottleuba-Berggießhübel verstreut die wenigen Gipfel dieses Teilgebiets, insgesamt 15 Stück. Das Gestein ist wie im Bielatal recht fest, die Wandhöhen sind gering. Wichtige Gipfel sind Grenzspitze, Bahratalwand und Gendarm.

### Gebiet der Steine

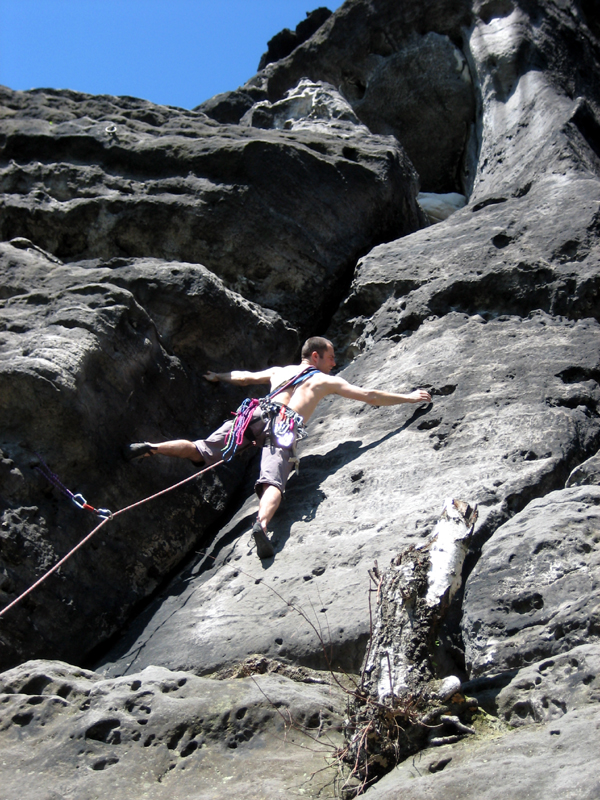
Vorstieg im „Kluftweg“ (IV) am Papst (Papststein)

Unter diesem Titel sind alle verstreut liegenden linkselbischen Teilgebiete sowie die Gipfel und das Massiv am Lilienstein zusammengefasst, insgesamt 93 Gipfel und die 3 als Ausnahmen zugelassenen Massive. Die Gipfel stehen meist am Rand der Tafelberge, weitere sind in einzelnen Felsgruppen zu finden. Abgesehen von einzeln stehenden Felsen und diversen Quacken bspw. im Struppengrund oder am Kleinhennersdorfer Stein ist das Gebiet der Steine in folgende Teilgebiete unterteilt:
- Bärensteine, mit 14 Gipfeln
- Rauenstein, mit acht Gipfeln,
- Lilienstein, mit drei Gipfeln und dem Massiv der Lilienstein-Westkante
- Nikolsdorfer Wände, mit 12 Gipfeln
- Pfaffenstein, mit 32 Gipfeln
- Gohrisch, mit fünf Gipfeln,
- Papststein, mit drei Gipfeln,
- Zschirnsteine, mit sieben Gipfeln und der Massivkletterei in der Südwand des Großen Zschirnsteins.

Die bedeutendsten Gipfel sind überwiegend am Pfaffenstein zu finden, darunter
- Förster, u. a. mit Talseite (VIIa), Blattschuß (IXa) und Juniweg (VIIa),
- Jäckelfels, mit der spektakulären Kantenkletterei im Lohn der Angst (IXc)
- Südliche Pfaffenschluchtspitze, bekannt durch die von Bernd Arnold erstbegangene 1000-Mark-Wand (IXc), für die ihm Willy Häntzschel, überzeugt von der Nichtbegehbarkeit der schweren Route, 1000 Mark geboten hatte,[14] und Inflation (Xb)
- Peterskirche, mit einigen der schwersten Wege in der Sächsischen Schweiz, wie Good bye and Amen (XIb), Plasma (Xc), Fireball (XIa) und Utopie (Xa).

Weitere bekannte Gipfel sind die Nonne am Rauenstein mit dem bei Anfängern sehr beliebten Alten Weg (II) und weiteren beliebten Wandklettereien, die Große Hunskirche am Papststein mit der Südkante (V), Westkante (VIIIb), Privatweg (VIIIb) und Vollständig Verlorene Illusion (VIIc) und an der Südseite des Kleinen Bärensteins der Thürmsdorfer Stein vor allem mit beliebten Wegen in der Südwand wie dem Südpfeiler (III), Ausverkauf (VI) und Amulett direkt (VIIIb). Nordturm, Königsspitze, Rauhe Zinne, Orgelpfeifenwand, Bundesfels, Papst und Kleine Hunskirche sind weitere bedeutende Gipfel. Das Massiv der Lilienstein-Westecke bietet ebenfalls schwere Wandkletterei. Zu den Massivwegen zählt auch der Abratzky-Kamin an der Festung Königstein, der von Sebastian Abratzky bereits 1848 durchstiegen wurde.

### Großer Zschand
Das Gebiet des Großen Zschands umfasst den oberen Teil dieses Seitentals der Kirnitzsch. Das dortige Gestein ist relativ brüchig und weich, neben markanten, die Landschaft beherrschenden Gipfeln finden sich auch viele kleinere Gipfel verteilt auf den Felsbändern des stark zerklüfteten Gebiets. Aus Naturschutzgründen sind seit 2002 mehrere abgelegene Gipfel für den Klettersport gesperrt worden, für viele Gipfel ist der Zugang zeitlich beschränkt.
Bedeutende Gipfel sind
- Goldstein z. B. mit Direttissima (VIIIc), Ostweg (VI), Goldsteigkante (VIIc), Südwand (VIIc) und Wahnsinnsverschneidung (VIIIa)
- die mächtige Sommerwand mit Wegen wie Gratweg (III), Fledermausweg (VIIIc), Nordwestwand (VIIIb) und Teamwork (IXb)
- Jortanshorn u. a. mit Brennpunkt (IXc), Strubichweg (VIIa) und Oktoberfest (VIIIc)
- Kampfturm (so von Oscar Schuster benannt, weil ein Auerhahn Schuster und seinen Seilpartner Friedrich Meurer am Wandfuß attackierte),[15] mit Nordwestwand (VIIb), Puschweg (III) und Direkter Südwand (VIIIa)
- Großes Spitzes Horn bspw. mit Nordriß (VIIc) und Hünigweg (VI)

Weitere wichtige Ziele sind Klingermassiv, Kleines Spitzes Horn, Backofen, Schwarze Zinne und Blaues Horn. Einer der ungewöhnlichsten Klettergipfel ist der im hinteren Großen Zschand stehende Hickelkopf, ein durch äolische Verwitterung entstandenes Felstürmchen, das lediglich auf drei kleinen Auflagen von wenigen Quadratzentimetern steht.

### Hinterhermsdorfer Gebiet
Die wenigen einzeln stehenden Gipfel geringer Höhe rund um den Sebnitzer Ortsteil Hinterhermsdorf sind in diesem Teilgebiet zusammengefasst. In griffarmen Sandstein bieten sie meist schwierige Wandkletterei. Wichtige Gipfel sind Dreibrüderstein, Eisenspitze, Wildkatzenspitze und Kirnitzschkegel.

### Kleiner Zschand
Der Kleine Zschand ist ein meist trockenes Seitental des Kirnitzschtals. Die meisten der 124 Gipfel finden sich am südlichen Ende des Tals und im Bereich des Wintersteins, einer mittelalterlichen Felsenburg. Das Gestein ist großbankig und durchschnittlich fest.
Bekannte und bedeutende Gipfel sind:
- der Heringstein u. a. mit Alter Weg (II), Excelsiorweg (VIIa), Blanker Himmel (IXb) und Augustinhangel (VIIa)
- die Wartburg (ehemals Vorposten der Felsenburg auf dem Winterstein), die auch viele leichtere Wege bietet, so den Alten Weg (II), die Südrippe (IV) und den Nordpfeiler (IV)

Weitere bedeutende Gipfel sind Bärfangkegel, Nördlicher und Südlicher Gleitmannsturm, Kleines und Großes Bärenhorn und das Hintere Pechofenhorn.

### Rathener Gebiet

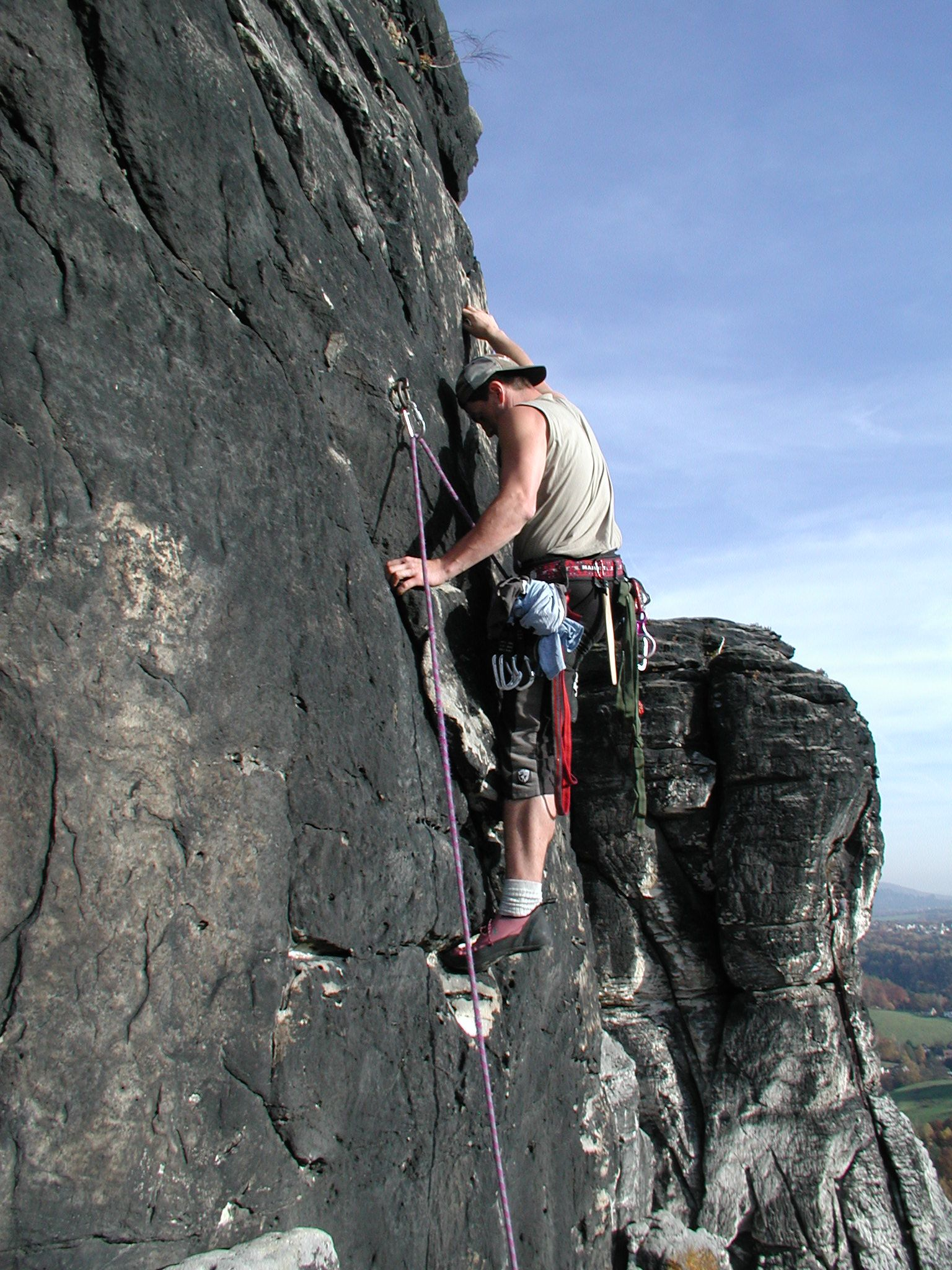
Kletterer am Plattenstein

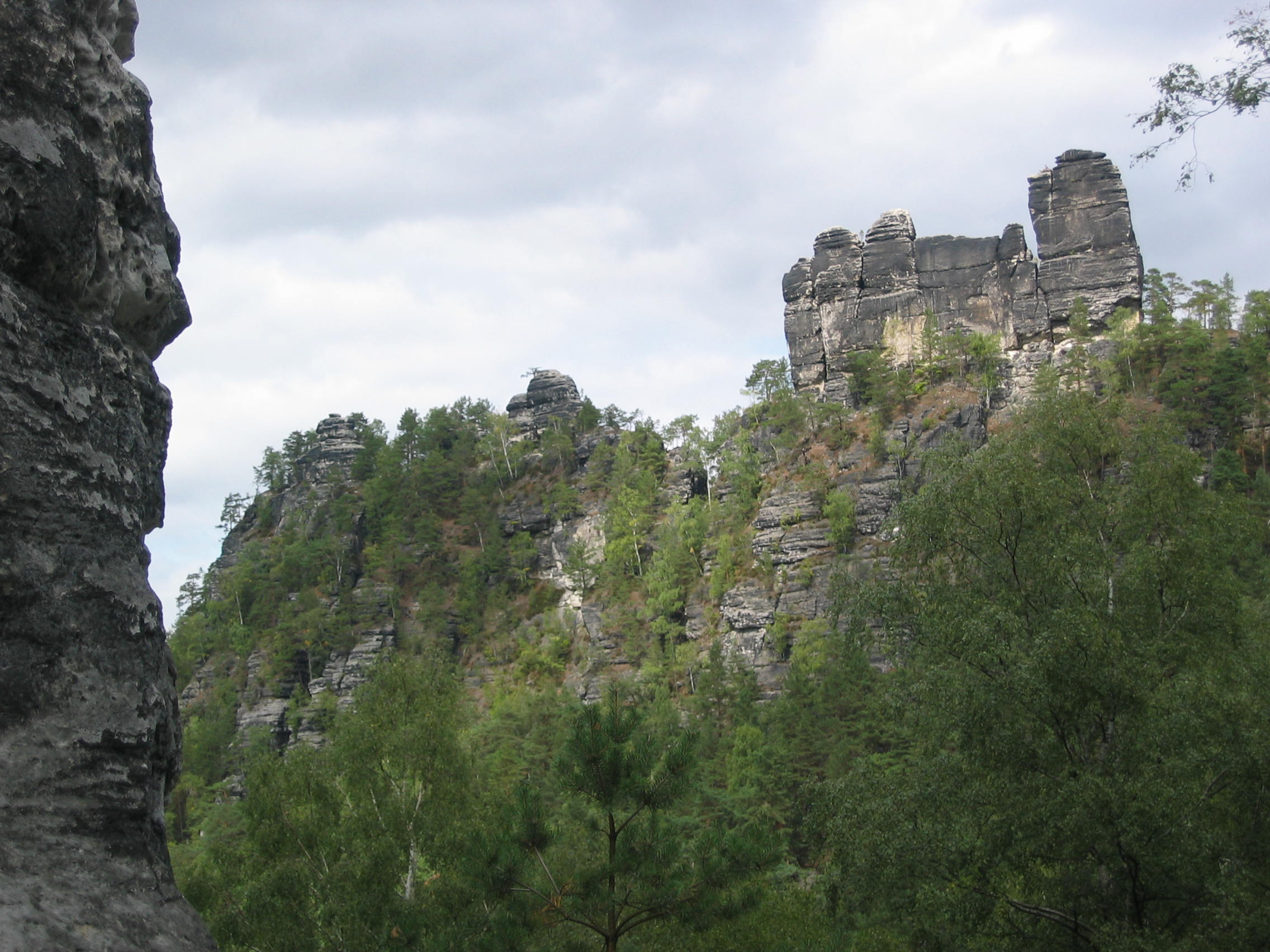
Die Lokomotive in Rathen

Der weite Felskessel nördlich von Rathen, die seitlich auslaufenden Gründe wie etwa der Wehlgrund unterhalb der Bastei und der Amselgrund sowie der östlich von Rathen liegende Gamrig bilden eines der wichtigsten Teilgebiete. Die Gesteinsstruktur bietet meist Wandkletterei aller Schwierigkeitsgrade. Allerdings ist in Rathen der Sandstein weich und brüchig, die hohe Frequentierung des Gebiets gefährdet ebenfalls die Felsoberfläche. Felsstürze haben hier immer wieder zum Verlust von Gipfeln geführt.
Die bekanntesten Gipfel sind
- der Mönch (im Mittelalter Ausguck der Felsenburg Neurathen) mit Südostweg (III), Nordverschneidung (VIIIa), Sanskrit (Xa), Fehrmannweg (VIIa) und weiteren Wegen fast aller Schwierigkeitsgrade
- Hinterer Gansfels u. a. mit Südweg (IV) und Arymundweg (VIIa)
- Vorderer Gansfels mit Pelmoband (II), Gühnekamin (III) und Nordpfeiler (VIIIc) und weiteren beliebten Routen
- Großer Wehlturm mit schweren Wandklettereien wie der Wand im Morgenlicht (IXc), dem Rengerweg (VIIc) und der Nordkante (IXb)
- Höllenhund mit dem sehr festen und feingliedrigen Gestein der Talseite, dort u. a. die Violette Verschneidung (VIIIa), der Talweg (VIIIa) und die Herrenpartie (VIIIb)
- Lokomotive mit dem bereits 1903 erstbegangenen Überfall (V) und der Südwestwand (VIIc)
- Neurathener Felsentor, ein Bildmotiv von Caspar David Friedrich
- Talwächter u. a. mit Ostkante (VI), Pfeilerweg (V), Schusterweg (II) und Kappmeierweg (III)
- Türkenkopf dort u. a. Alter Weg (III), Südwand (V) und Westwand (VIIb)
- Steinschleuder vor allem mit ihrer elbseitigen Talseite, dort beispielsweise die Südwestwand (V), der Herbstweg (VIIb) und der Idealaufstieg (VIIIc)

Weitere beliebte Gipfel sind Hirschgrundkegel, Basteischluchtturm, Vexierturm, Honigstein, Schwedenturm und der Wartturm, der bei einem Felssturz am 22. November 2000 allerdings einige Wege einbüßte.

### Schmilkaer Gebiet
Das Schmilkaer Gebiet liegt an den südlichen Ausläufern des Großen Winterbergs. Insgesamt finden sich hier 127 Gipfel mit fast 1.900 Wegen. Der Sandstein ist großbankig und teils recht weich, an anderen Stellen fester. Viele Gipfel sind recht hoch mit schweren Wegen, es finden sich aber auch kleinere Felsen mit niedrigen Wandhöhen.
Wichtige Felsen sind:
- der massige Rauschenstein (im Mittelalter Sitz einer Burgwarte) u. a. mit Hexentanz (Xa), Ostkante (VIIa), Alter Südweg (II), Langer Nordwestwand (IXc) und Gondakante (VIIIa)
- Teufelsturm u. a. mit Altem Weg (VIIb), Talseite (VIIIa) und Pferdefuß (Xa)
- Winklerturm u. a. mit Altem Weg (IV), Südwand (VIIa) und Aurora (VIIIc)
- Fluchtwand u. a. mit Häntzschelweg (VIIa), Südwestkante (3/VI) und Auf der Flucht (Xa)
- Neue Wenzelwand u. a. mit Omaspiel (IXa), Wandflucht (VIIIb) und Talweg (VIIa)
- Schwarzes Horn u. a. mit Gedenkweg 67 (IXa), Barthreibung (VIIc) und Endlösung (IXb)

Weitere bedeutende Gipfel sind die Rauschentürme, die Falknertürme, die Lehnsteigtürme, Bussardwand, Muschelkopf und die Gerbingspitze.

### Schrammsteine

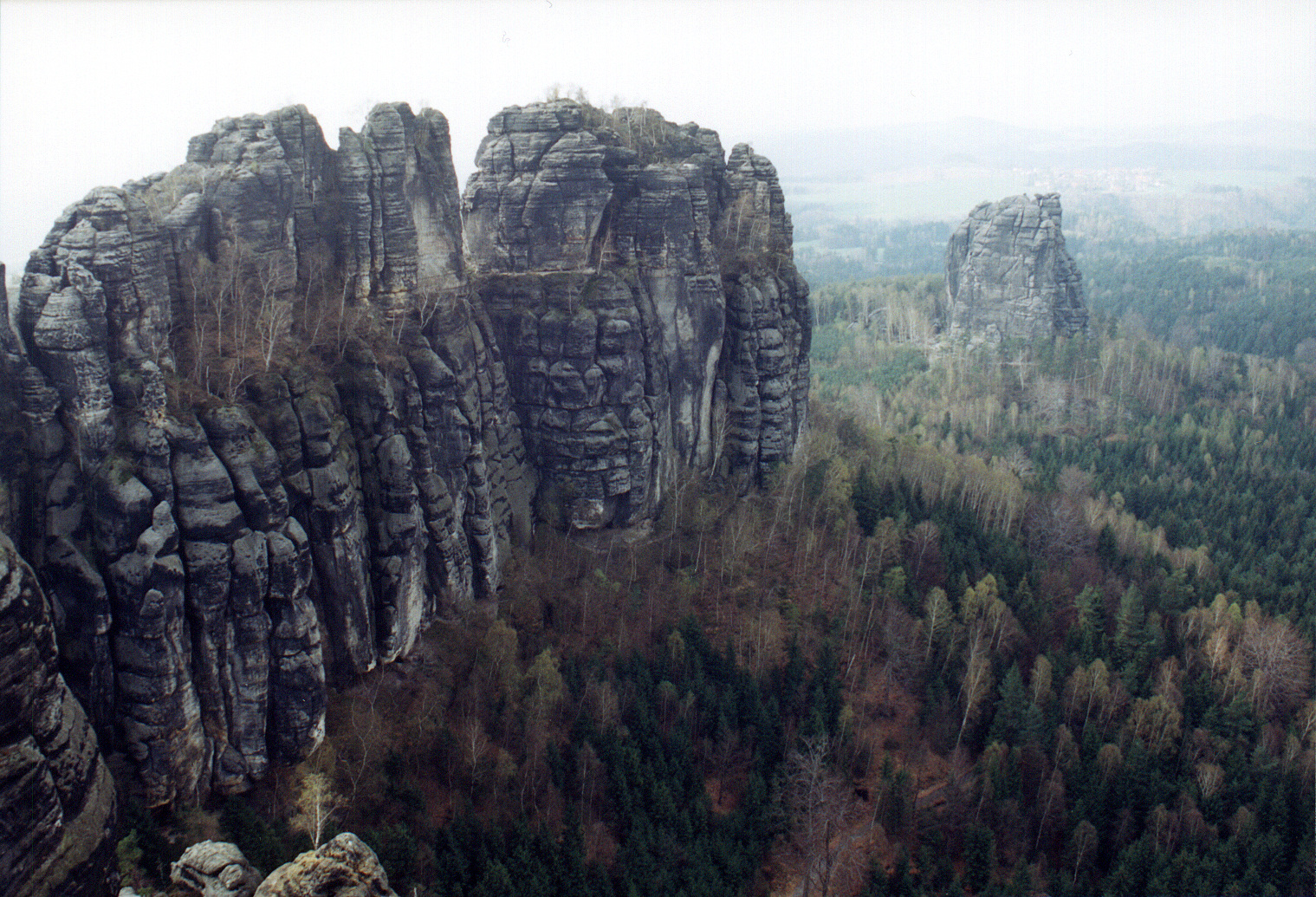
Die Torsteinkette, im Hintergrund der Falkenstein

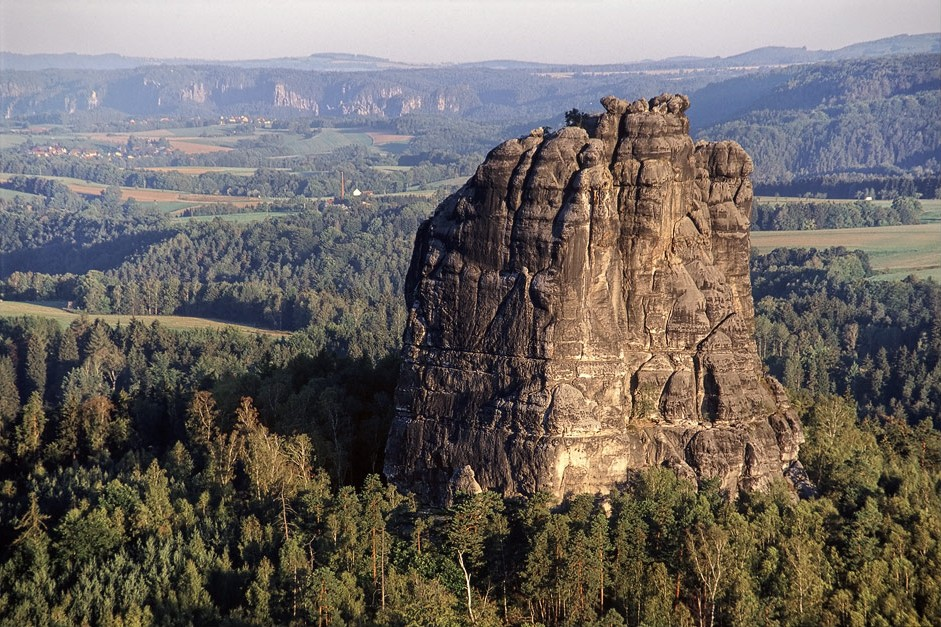
Der Falkenstein

Die Schrammsteine erstrecken sich am rechten Elbufer zwischen Bad Schandau und Schmilka. Vor allem die Felsen der Torsteinkette dominieren hier das Landschaftsbild. Die meisten Gipfel sind für hiesige Verhältnisse recht hoch und bieten lange und anspruchsvolle Kletterwege, neben Wandkletterei auch viele Kamine. Das Gestein ist allerdings oft weich und brüchig.
In den Schrammsteinen finden sich einige der bedeutendsten Gipfel der Sächsischen Schweiz:
- Der Falkenstein u. a. mit dem stark frequentierten Schusterweg (III), Reginawand (VIIc), Südriß (VIIa), Kotzwand (VIIa), Rohnspitzlerweg (VIIa), Buntschillernde Seifenblase (IXb), Westpfeiler (IXc), Hoher Riß (V) und dem ältesten aller Kletterwege, dem 1864 erstbegangenen Turnerweg (III)
- Hoher Torstein u. a. mit Seydescher Variante (II), Sigma (VIIIa), Knirpelwand (VIIc), Dampfwalzenballett (Xb) und Naumannhangel (VIIc)
- Vorderer Torstein u. a. mit Südwand (VIIa), Bruchholzkante (VIIb), Erkerweg (VIIa), Solaris (IXb) und Abkürzung (IXa)
- Meurerturm u. a. mit Genießerspalte (IV), Westwand (VIIIb) und Lineal (IXa)
- Schrammtorwächter u. a. mit Nordwand (VIIIb), Hommage à Willy Häntzschel (IXa), Tapetenwechsel (IXb)
- Müllerstein – vor allem die Talseite u. a. mit Tagestour (VIIIb), Schildbürgeriß (VIIIa), Müllersteinkante (Xb) und dem 2012 als wohl schwersten Weg in der Sächsischen Schweiz, eingeschätzten Circus Maximus (XIb).[17]

Weitere als bedeutsam eingestufte Gipfel sind Jungfer, Viererturm, Zackenkrone, Dreifingerturm, Tante, Schrammsteinnadel und die Ostertürme.

### Wehlener Gebiet
Nördlich von Stadt Wehlen erstreckt sich dieses kleine Teilgebiet mit relativ wenigen Gipfeln. Als Besonderheit sind zwei Gipfel (Buch und Postakegel) künstlichen Ursprungs in ehemaligen Steinbrüchen. Nennenswerte Gipfel sind der Postakegel und die Elbgucke.

### Wildensteiner Gebiet
Unter dieser Bezeichnung werden die Gipfel beidseits des mittleren Kirnitzschtals zusammengefasst. In der Nähe der Lausitzer Verwerfung ist das Gestein teilweise verkieselt, andere Bereiche sind brüchig. Der Name des Gebiets stammt von der mittelalterlichen Herrschaft Wildenstein des böhmischen Adelsgeschlechts der Berken von der Duba, deren Sitz auf dem Neuen Wildenstein auf dem Kuhstall war. Viele heutige Klettergipfel trugen damals Burgen und Burgwarte.

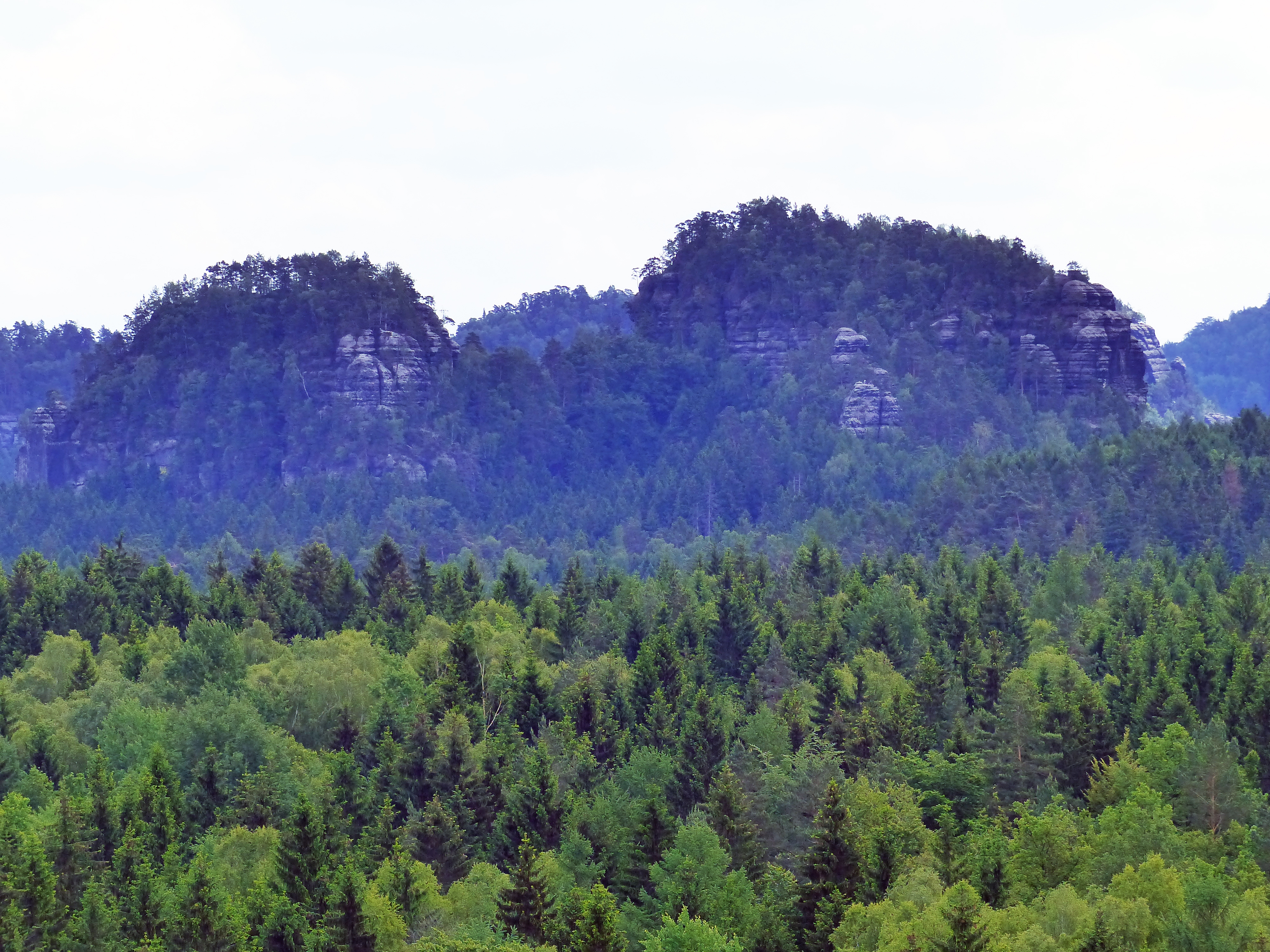
Großer und Kleiner Lorenzstein

Zu den bedeutendsten Kletterzielen gehören vor allem
- Zyklopenmauer bspw. mit Plattenwand (VIIb), Südwand (VIIIb), Belladonna (IXb), Maiweg (VI), Pfeilerweg (VIIIb), Talweg (VIIc), Westkante (VIIb) und Blitzplatz (IXa)
- Großer Lorenzstein u. a. mit Zweiter Frühling (VIIc), Blitzschlag (VIIIb), Südverschneidung (III), Kugelblitz (IXa), Heiße Reibung (VIIIa), Westwand (VI), Mittlere Ostwand (VIIc) und Weißer Tag (Xa)
- Kleiner Lorenzstein u. a. mit Kleinkanada (IXa), Direkte Schwarze Kante (VIIIb), Mittelsenkrechte (VIIIb) und Lotlinie (VIIb)
- Kleinsteinwand u. a. mit Bröckelweg (VIIa), Höhlenweg (IV), Direkte Nordwand (VIIa), Südwand (VIIa), Direkte Südwand (VIIc) und Kleinsteinwand (VIIIc)

Weitere wichtige Gipfel sind Kanstein-Vorgipfel, Wildensteinwand und Teichsteinwächter.

## Klettersteige

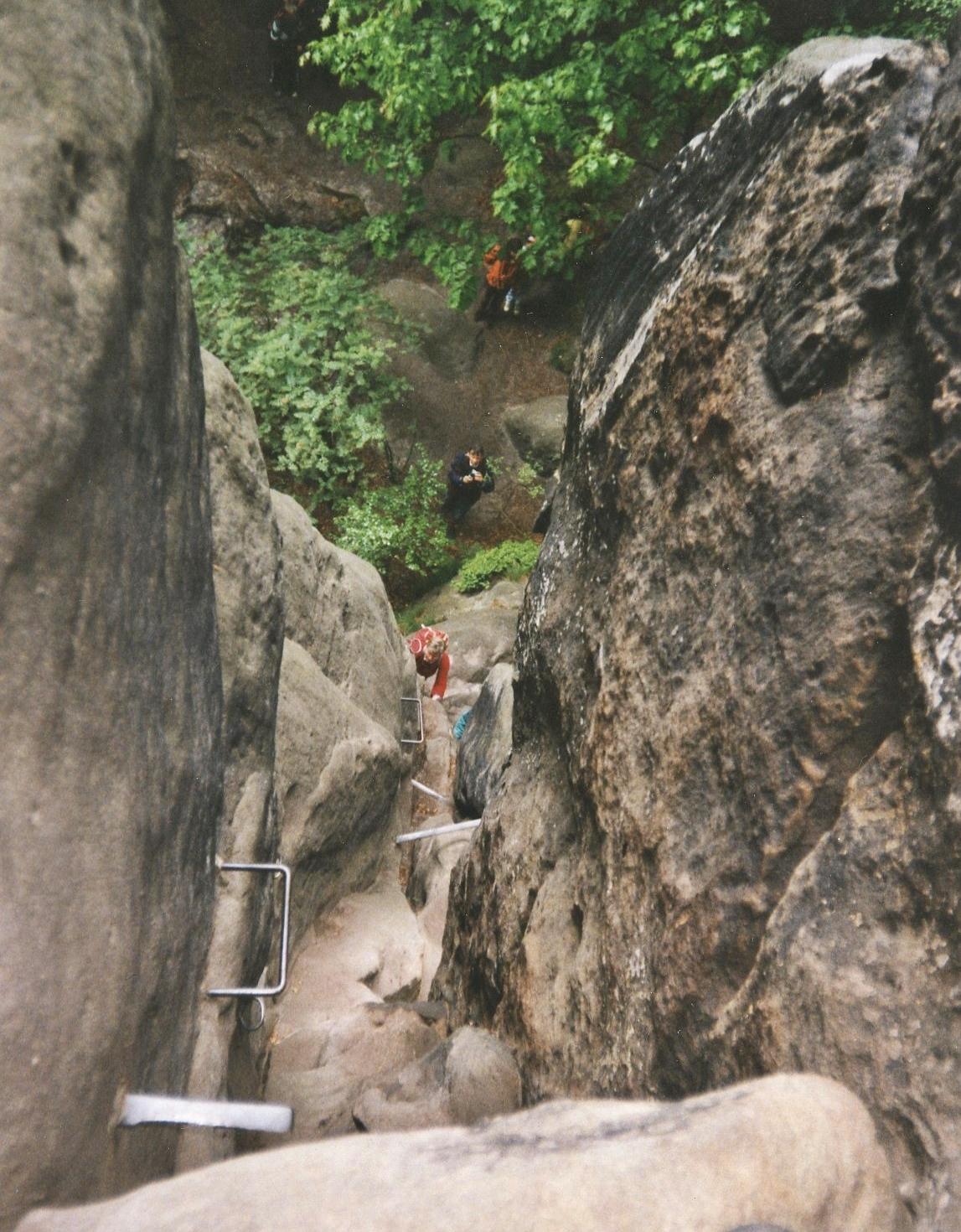
In der Rübezahlstiege

In der Sächsischen Schweiz existieren verschiedene Klettersteige und Steiganlagen, die auch von trittsicheren und schwindelfreien Wanderern begangen werden können, meist als Stiege bezeichnet. Zu den bekanntesten gehören die Häntzschelstiege und die Zwillingsstiege in den Affensteinen, weiterhin die Starke Stiege, die Rotkehlchenstiege und die Rübezahlstiege im Schmilkaer Gebiet. Die meisten dieser Stiegen sind mit künstlichen Griffen und Tritten eingerichtet worden, Drahtseile zur Sicherung gibt es allerdings lediglich an der Häntzschelstiege. Die sächsischen Kletterregeln gelten auf diesen Stiegen nicht, zu beachten sind allerdings die Verhaltensregeln im Nationalpark.